# الحق في الغذاء حسب البلد
يقدم هذا القسم لمحه عامة عن حالة الحق في الغذاء على المستوى الوطني

## حسب البلد

### الأرجنتين
أدرجت الأرجنتين موضوع السيادة الغذائية في القانون الإطاري، رغم أن وضعها في بعض الأحيان مثير للجدل: القانون 52.724 في البرنامج الوطني للأمن الغذائي والتغذوي، 2003.

### بنجلاديش
الحق في الغذاء منصوص عليها ف الدستور، المادة 15 (توفير الضروريات الأساسية)
«يتعين على الدولة أن تتحمل المسؤولية الأساسية التي تقع على يها عن تحقيق زيادة مستمرة في القوة المنتجة وتحسين المستوى المادي والثقافي دى الشعب من خلال النمو الاقتصادي بغية تأمين لمواطنيها، توفير الضروريات الأساسية للحياة، بما في ذلك الطعام، الملبس والمأوى...»
في عام 2004، يقود المقررالخاص بعثة قطرية إلى بنجلاديش.

### بنين
في عام2010، تقود المقررة الخاصة بعثة قطرية إلى بنين.

### بوليفيا
أدرجت بوليفيا موضوع السيادة الغذائية في القانون الإطاري، رغم ان وضعها في بعض الأحيان مثير للجدل: المرسوم الأعلى رقم 28667 بتاريخ 5 إبريل 2006، قانون الغذاء للعمال 2004.
في عام2007، تقود المقررة الخاصة بعثة قطرية إلى بولفيا.

### البرازيل
الحق في الغذائ مكرس في الدستور، المادة 227 (الحق في الغذاء للأطفال والمراهقين)
«من واجب الأسرة والمجتمع والدولة أن تكفل للأطفال، والمراهقين مع الأولوية المطلقة، الحق في الحياة، الصحة، الغذاء، التعليم، الثقافة، الكرامة، الاحترام، الحرية، والحياة الأسرية والمجتمعية بإضافة إلى حمايتها من جميع أشكال الإهمال والتمييز والإستغلال والعنف والقسوة والقمع».
في عام 2003، قدم الرئيس لولا دا سيلفا برنامج الحكومة الذي يحمل اسم «فومي زيرو» (القضاء على الجوع) بهدف القضاء على الجوع والفقر المدقع في البرازيل.
في عام 2003، تقود المقررة الخاصة بعثة قطرية للبرازيل.
في عام 2006، إعتمدت البرازيل قانون إطاري بشأن الحق في الغذاء. أدرجت البرازيل موضوع السيادة الغذائية في القانون الإطاري، رغم ان وضعها في بعض الأحيان مثير للجدل: القانون رقم 11346، 2006 إنشاء النظام الوطني للأمن الغذائي والتغذوي، 2007.
في عام 2007، قام المقرر الوطني البرازيلي المعني بالحق في الغذاء والماء والأرض الريفية بإعداد دعوى جماعيو ناجحة لصالح سكان فافيلا.
في عام2010، صوت مجلس النواب البرازيلي على تعديل دستوري بشأن الحق في الغذاء.
في عام 2010، تقود المقررة الخاصة بعثة قطرية للبرازيل.
في عام 2012، أشار المقرر الخاص، السيد دى شوتير، إلى مثال البرازيل لإبراز فعالية القوانين الإطارية الوطنية المتعددة السنوات بشأن الحق في الغذاء.

### كندا
في عام 2012، تقود المقررة الخاصة بعثة قطرية لكندا.

### الصين
في عام 2012، تقود المقررة الخاصة بعثة قطرية إلى الصين.

### كولومبيا
الحق في الغذاء منصوص في الدستور الكولومبي، المادة 44 «فيما يلي حقوق أساسية للأطفال... نظام غذائي متوازن...»